# 언니가 간다
"언니가 간다"는 2007년에 개봉한 대한민국의 영화이며 나정주 역(고소영 분)에는 당초 최강희가 낙점됐으나  불발됐고  전형적인 소재주의 코미디에 머물러 흥행에 참패했다.

## 캐스팅
- 고소영 : 나정주 역
- 이범수 : 오태훈 역
- 유건 : 18세 오태훈 역
- 조안 : 18세 나정주 역
- 이중문 : 19세 조하늬 역
- 오미희 : 지숙 역
- 옥지영 : 선미 역
- 구본웅 : 디자이너 쟝 역